# Elezioni regionali in Sicilia del 2017
Le elezioni regionali in Sicilia del 2017 si sono tenute domenica 5 novembre per l'elezione diretta del presidente della Regione Siciliana e dei 70 deputati all'Assemblea regionale siciliana.
Le consultazioni hanno visto la vittoria di Nello Musumeci, sostenuto dalla coalizione di centro-destra; la prima forza politica della regione è stato invece il Movimento 5 Stelle.

## Sistema elettorale
Dopo la modifica dello statuto speciale, per la prima volta dal 1947 il numero dei deputati regionali che saranno eletti è sceso da 90 a 70.
Il sistema elettorale regionale in Sicilia prevede un metodo misto a turno unico, che vede i 70 eletti con queste modalità:
- 62 scelti tramite sistema proporzionale su base provinciale, con il metodo dei più alti resti e voto di preferenza, con uno sbarramento elettorale al 5% regionale per ogni singola lista;
- 7, tra cui il Presidente eletto, vengono eletti con una lista regionale come premio al candidato presidente più votato;
- 1 diviene deputato regionale in quanto miglior candidato Presidente non eletto.

Il voto alle liste provinciali e alla lista regionale avviene su scheda unica, ma con possibilità di voto disgiunto (art. 8, Legge Regionale 3 giugno 2005, n. 7). Nel caso la lista o coalizione di liste provinciali collegate alla lista regionale più votata abbia ottenuto meno di 42 seggi, vengono eletti dalla lista regionale bloccata tanti candidati quanti ne occorrono per raggiungere, se possibile, i 42 eletti su 70. Nel caso in cui la lista o coalizione di liste provinciali collegate alla lista regionale più votata abbia ottenuto 42 o più seggi, allora i seggi che non vengono attribuiti a candidati dalla lista regionale più votata (quindi da 1 a 6 seggi) sono ripartiti fra tutti i gruppi di liste non collegati alla lista regionale risultata più votata, in proporzione alle rispettive cifre elettorali regionali (art. 2-ter).
| AG | CL | CT | EN | ME | PA | RG | SR | TP | listino regionale | miglior candidato non eletto | totale |
| -- | -- | -- | -- | -- | -- | -- | -- | -- | ----------------- | ---------------------------- | ------ |
| 6  | 3  | 13 | 2  | 8  | 16 | 4  | 5  | 5  | 7                 | 1                            | 70     |

## Candidature
Il 20 settembre 2017 è stato pubblicato in Gazzetta il decreto di convocazione dei comizi elettorali e la ripartizione dei seggi nei collegi provinciali. Le candidature a presidente e le liste sono state presentate il 5 e il 6 ottobre 2017 con scadenza alle ore 16:00 del 6.
Questi i cinque candidati alla presidenza (secondo l'ordine sorteggiato dalla Corte d'appello):
- Giancarlo Cancelleri: Il Movimento 5 Stelle, il 9 luglio 2017 ha ufficializzato la candidatura di Cancelleri[6], già candidato presidente nelle elezioni del 2012 e deputato dell'Assemblea regionale siciliana, scelto tramite primarie via web[7]. Il 5 ottobre Cancelleri presenta ufficialmente la sua candidatura e il listino del presidente[8].
- Claudio Fava: Azione Civile, Partito della Rifondazione Comunista, Partito Comunista Italiano e Risorgimento Socialista il 29 luglio hanno indicato la candidatura dell'ex deputato DS Ottavio Navarra[9]. Il 26 agosto MDP e Sinistra Italiana, insieme poi a Possibile, partito fondato da Pippo Civati, propongono la candidatura del parlamentare nazionale Fava, che il 30 agosto scioglie la riserva. Successivamente anche I Verdi annunciano che sosterranno Fava. Il 4 settembre Navarra ritira la sua candidatura e annuncia che sarà Fava il candidato unico della sinistra[10]. In seguito a ciò il Partito Comunista Italiano, Azione Civile e Risorgimento Socialista lasciano la coalizione[11][12]. Il 5 ottobre Fava presenta ufficialmente la sua candidatura e il listino del presidente[13]: la lista prenderà il nome di Cento passi per la Sicilia[14].
- Fabrizio Micari: Il 22 agosto il PD e AP, insieme al sindaco di Palermo Leoluca Orlando, e con i Centristi per la Sicilia trovano l'accordo per la candidatura di Micari, dall'ottobre 2015 rettore dell'Università di Palermo, e vicino ai renziani[15]. Successivamente anche Sicilia Futura dichiara che appoggerà Micari[16], in una lista insieme ai Socialisti di Nencini. Anche Rosario Crocetta che a luglio aveva annunciato la sua ricandidatura, dichiara il 4 settembre il sostegno a Micari: Il Megafono, Sinistra Siciliana e Generazione Next daranno vita alla lista Arcipelago Sicilia[17] (non presente nelle circoscrizioni di Messina e Siracusa). Il 5 settembre anche il Centro Democratico annuncia il proprio appoggio alla coalizione di centrosinistra.[18] Il 6 ottobre presenta la sua candidatura alla presidenza e il listino regionale[19].
- Nello Musumeci: Il movimento #DiventeràBellissima, il 28 aprile 2017 ha ufficializzato la candidatura dell'ex presidente della Provincia di Catania ed ex sottosegretario[20]; la lista (che non si presenterà nella circoscrizione di Siracusa) vedrà l'adesione di Energie per l'Italia,[21] Movimento Nazionale per la Sovranità[22] e Nuovo CDU[23]. In luglio Fratelli d'Italia annuncia che presenterà una lista a sostegno di Musumeci[24]. Un mese dopo anche Noi con Salvini annuncia che sosterrà Musumeci[25]. Anche Stefano Parisi con il movimento "Energie per l'Italia" appoggierà Musumeci. In agosto anche il vicecommissario dell'UDC in Sicilia, Girolamo Turano, annuncia che appoggeranno Musumeci. Il 29 agosto anche il coordinatore regionale di Forza Italia Gianfranco Miccichè annuncia il sostegno a Musumeci. Il 1º settembre Cantiere Popolare, MpA e Idea Sicilia annunciano che faranno parte della coalizione[26][27], dando vita alla lista Popolari e Autonomisti (cui prenderà parte anche il Nuovo PSI)[28]. Il 18 settembre Scelta Civica[29] e il Partito Liberale Italiano[30] annunciano che presenteranno propri candidati all'interno della lista di Forza Italia[31][32], al cui interno si presenteranno anche Rivoluzione Cristiana[33] e Unione dei Siciliani Indignati[34]. Vittorio Sgarbi sostenuto da Rinascimento e Moderati in Rivoluzione, che aveva annunciato la candidatura, il 28 settembre si ritira dichiarando il sostegno a Musumeci.[35] Il 5 ottobre Musumeci presenta ufficialmente la sua candidatura e il listino del presidente[36].
- Roberto La Rosa con il movimento indipendentista di cui fa parte, Siciliani Liberi, il 5 ottobre presenta la sua candidatura a presidente e il listino regionale[37].

Le candidature di Pierluigi Reale (CasaPound Italia), Franco Busalacchi (Noi Siciliani) e Piera Maria Loiacono (Lista civica per il lavoro) vengono bocciate dall'ufficio elettorale della corte d'Appello di Palermo (in quanto ha riscontrato irregolarità nella documentazione a corredo delle firme di sottoscrizione del listino). Alle elezioni sono rimasti in lizza cinque candidati, mentre gli esclusi presentano diversi ricorsi, che vengono respinti.

## Sondaggi
| Data pubblicazione | Istituto                                                        | Musumeci    | Cancelleri                                                              | Micari                                                                  | Fava                                                                    | La Rosa                                                                 | Sgarbi                                                                  | Altri                                                                   | Distacco                                                                |                                                                         |                                                                         |
| ------------------ | --------------------------------------------------------------- | ----------- | ----------------------------------------------------------------------- | ----------------------------------------------------------------------- | ----------------------------------------------------------------------- | ----------------------------------------------------------------------- | ----------------------------------------------------------------------- | ----------------------------------------------------------------------- | ----------------------------------------------------------------------- | ----------------------------------------------------------------------- | ----------------------------------------------------------------------- |
| Data pubblicazione | Istituto                                                        | 21 ott 2017 | Divieto ufficiale alla pubblicazione di sondaggi o rilevazioni sul voto | Divieto ufficiale alla pubblicazione di sondaggi o rilevazioni sul voto | Divieto ufficiale alla pubblicazione di sondaggi o rilevazioni sul voto | Divieto ufficiale alla pubblicazione di sondaggi o rilevazioni sul voto | Divieto ufficiale alla pubblicazione di sondaggi o rilevazioni sul voto | Divieto ufficiale alla pubblicazione di sondaggi o rilevazioni sul voto | Divieto ufficiale alla pubblicazione di sondaggi o rilevazioni sul voto | Divieto ufficiale alla pubblicazione di sondaggi o rilevazioni sul voto | Divieto ufficiale alla pubblicazione di sondaggi o rilevazioni sul voto |
| 20 ott 2017        | Demos                                                           | 35,5        | 33,2                                                                    | 15,7                                                                    | 13,8                                                                    | 1,8                                                                     | -                                                                       | -                                                                       | 2,3                                                                     |                                                                         |                                                                         |
| 20 ott 2017        | Demopolis Archiviato il 20 ottobre 2017 in Internet Archive.    | 36,0        | 35,0                                                                    | 21,0                                                                    | 7,0                                                                     | 1,0                                                                     | -                                                                       | -                                                                       | 1,0                                                                     |                                                                         |                                                                         |
| 18 ott 2017        | IndexResearch                                                   | 35,0        | 32,0                                                                    | 22,0                                                                    | 9.0                                                                     | 2,0                                                                     | -                                                                       | -                                                                       | 3,0                                                                     |                                                                         |                                                                         |
| 18 ott 2017        | Keix                                                            | 33,0        | 33,2                                                                    | 24,2                                                                    | 7,6                                                                     | 1,6                                                                     | -                                                                       | -                                                                       | 0,2                                                                     |                                                                         |                                                                         |
| 13 ott 2017        | Demopolis                                                       | 35,0        | 33,0                                                                    | 22,0                                                                    | 9,0                                                                     | 1,0                                                                     | -                                                                       | -                                                                       | 2,0                                                                     |                                                                         |                                                                         |
| 5 ott 2017         | IndexResearch Archiviato l'11 ottobre 2017 in Internet Archive. | 37,0        | 30,0                                                                    | 20,0                                                                    | 10,0                                                                    | N.D.                                                                    | -                                                                       | 3,0                                                                     | 7,0                                                                     |                                                                         |                                                                         |
| 5 ott 2017         | Demopolis                                                       | 34,5        | 32,0                                                                    | 22,5                                                                    | 9,0                                                                     | N.D.                                                                    | -                                                                       | 2,0                                                                     | 2,5                                                                     |                                                                         |                                                                         |
| 2 ott 2017         | Tecnè                                                           | 36-38       | 30-32                                                                   | 14-16                                                                   | 10-12                                                                   | N.D.                                                                    | N.D.                                                                    | 5-7                                                                     | 6,0                                                                     |                                                                         |                                                                         |
| 21 set 2017        | Keix                                                            | 33,1        | 31,6                                                                    | 27,3                                                                    | 4,8                                                                     | N.D.                                                                    | 3,2                                                                     | N.D.                                                                    | 1,5                                                                     |                                                                         |                                                                         |
| 21 set 2017        | IndexResearch                                                   | 36,0        | 30,0                                                                    | 15,0                                                                    | 16,0                                                                    | N.D.                                                                    | N.D.                                                                    | 3,0                                                                     | 6,0                                                                     |                                                                         |                                                                         |
| 18 set 2017        | Piepoli                                                         | 42,0        | 25.0                                                                    | 8,0                                                                     | 25,0                                                                    | N.D.                                                                    | N.D.                                                                    | N.D.                                                                    | 17,0                                                                    |                                                                         |                                                                         |
| 6 set 2017         | Demopolis                                                       | 34,0        | 35,0                                                                    | 22,0                                                                    | 6,0                                                                     | N.D.                                                                    | N.D.                                                                    | 3,0                                                                     | 1,0                                                                     |                                                                         |                                                                         |
| 2 set 2017         | Euromedia                                                       | 36,1        | 33,0                                                                    | 16,0                                                                    | 9,5                                                                     | N.D.                                                                    | 4,2                                                                     | 3,3                                                                     | 3,1                                                                     |                                                                         |                                                                         |

## Risultati
| Candidati                                                       | Candidati                                                            | Voti                                                            | %     | Liste                      | Voti      | %     | Seggi |
| --------------------------------------------------------------- | -------------------------------------------------------------------- | --------------------------------------------------------------- | ----- | -------------------------- | --------- | ----- | ----- |
|                                                                 | Nello Musumeci (In Sicilia. Nello Musumeci Presidente) ✔️ Presidente | 830 821                                                         | 39,85 | Forza Italia               | 315 056   | 16,37 | 12    |
| Popolari e Autonomisti                                          | Nello Musumeci (In Sicilia. Nello Musumeci Presidente) ✔️ Presidente | 830 821                                                         | 39,85 | 136 520                    | 7,09      | 5     |       |
| Unione di Centro-Rete Democratica-Sicilia Vera                  | Nello Musumeci (In Sicilia. Nello Musumeci Presidente) ✔️ Presidente | 830 821                                                         | 39,85 | 135 124                    | 7,02      | 5     |       |
| #Diventeràbellissima                                            | Nello Musumeci (In Sicilia. Nello Musumeci Presidente) ✔️ Presidente | 830 821                                                         | 39,85 | 114 708                    | 5,96      | 4     |       |
| Fratelli d'Italia - Noi con Salvini                             | Nello Musumeci (In Sicilia. Nello Musumeci Presidente) ✔️ Presidente | 830 821                                                         | 39,85 | 108 713                    | 5,65      | 3     |       |
| Seggi assegnati alla lista regionale                            | Seggi assegnati alla lista regionale                                 | Seggi assegnati alla lista regionale                            | 39,85 | 7                          |           |       |       |
|                                                                 | Giancarlo Cancelleri (Movimento 5 Stelle)                            | 722 555                                                         | 34,65 | Movimento 5 Stelle         | 513 359   | 26,67 | 19    |
| Seggio assegnato al candidato presidente classificatosi secondo | Seggio assegnato al candidato presidente classificatosi secondo      | Seggio assegnato al candidato presidente classificatosi secondo | 34,65 | 1                          |           |       |       |
|                                                                 | Fabrizio Micari (Micari Presidente. La sfida gentile)                | 388 886                                                         | 18,65 | Partito Democratico        | 250 633   | 13,02 | 11    |
| Patto dei Democratici per le Riforme Sicilia Futura - PSI       | Fabrizio Micari (Micari Presidente. La sfida gentile)                | 388 886                                                         | 18,65 | 115 751                    | 6,01      | 2     |       |
| Alternativa Popolare - Centristi X Micari                       | Fabrizio Micari (Micari Presidente. La sfida gentile)                | 388 886                                                         | 18,65 | 80 366                     | 4,18      | –     |       |
| Arcipelago Sicilia                                              | Fabrizio Micari (Micari Presidente. La sfida gentile)                | 388 886                                                         | 18,65 | 42 189                     | 2,19      | –     |       |
|                                                                 | Claudio Fava (Cento Passi per la Sicilia. Claudio Fava Presidente)   | 128 157                                                         | 6,15  | Cento passi per la Sicilia | 100 583   | 5,23  | 1     |
|                                                                 | Roberto La Rosa (Siciliani Liberi)                                   | 14 656                                                          | 0,70  | Siciliani Liberi           | 12 600    | 0,65  | –     |
| Totale                                                          | Totale                                                               | 2 085 075                                                       | 100   |                            | 1 924 602 | 100   | 70    |

Fonti:
- DECRETO 6 ottobre 2017, Contrassegni dei gruppi di liste provinciali definitivamente ammessi per l’elezione del Presidente della Regione ed il rinnovo dell’Assemblea regionale siciliana del 5 novembre 2017, in Gazzetta Ufficiale della Regione Siciliana, n. 44, Supplemento Ordinario n. 1, 20 ottobre 2017.
- Candidati all'elezione del Presidente della Regione Sicilia e dell’Assemblea regionale siciliana del 5 novembre 2017, in Gazzetta Ufficiale della Regione Siciliana, n. 45, 25 ottobre 2017.

### Risultati per provincia
| Provincia     | M5S     | M5S   | FI      | FI    | PD      | PD    | CP-MpA-IS | CP-MpA-IS | UdC-RD-SV | UdC-RD-SV | PDR-SF- PSI | PDR-SF- PSI | #DB-EpS | #DB-EpS | FdI-NcS-ApS | FdI-NcS-ApS | Cento passi | Cento passi | Voti validi |
| Provincia     | Voti    | %     | Voti    | %     | Voti    | %     | Voti      | %         | Voti      | %         | Voti        | %           | Voti    | %       | Voti        | %           | Voti        | %           | Voti validi |
| ------------- | ------- | ----- | ------- | ----- | ------- | ----- | --------- | --------- | --------- | --------- | ----------- | ----------- | ------- | ------- | ----------- | ----------- | ----------- | ----------- | ----------- |
| Agrigento     | 47.479  | 27,35 | 18.375  | 10,58 | 18.525  | 10,67 | 22.442    | 12,93     | 20.643    | 11,89     | 13.694      | 7,89        | 4.644   | 2,68    | 4.068       | 2,34        | 8.666       | 4,99        |             |
| Caltanissetta | 28.376  | 29,24 | 16.383  | 16,88 | 10.128  | 10,44 | 6.353     | 6,55      | 7.322     | 7,55      | 7.501       | 7,73        | 8.393   | 8,65    | 4.177       | 4,30        | 3.129       | 3,22        |             |
| Catania       | 118.709 | 26,54 | 68.221  | 15,25 | 67.444  | 15,08 | 28.696    | 6,42      | 25.349    | 5,67      | 26.702      | 5,97        | 29.324  | 6,56    | 37.226      | 8,32        | 20.583      | 4,60        |             |
| Enna          | 21.424  | 32,72 | 9.949   | 15,20 | 14.707  | 22,46 | 4.584     | 7,00      | 1.687     | 2,58      | 3.155       | 4,82        | 2.350   | 3,59    | 3.434       | 5,25        | 2.153       | 3,29        |             |
| Messina       | 54.005  | 19,74 | 64.187  | 23,46 | 31.509  | 11,52 | 16.171    | 5,92      | 18.510    | 6,77      | 18.408      | 6,73        | 21.851  | 7,99    | 19.420      | 7,10        | 15.554      | 5,69        |             |
| Palermo       | 109.952 | 24,18 | 64.816  | 14,26 | 40.173  | 8,84  | 37.068    | 8,15      | 36.137    | 7,95      | 33.815      | 7,44        | 25.659  | 5,64    | 26.456      | 5,82        | 28.544      | 6,28        |             |
| Ragusa        | 34.074  | 31,56 | 18.474  | 17,11 | 17.660  | 16,36 | 2.804     | 2,60      | 1.938     | 1,80      | 838         | 0,78        | 14.694  | 13,61   | 3.827       | 3,55        | 10.212      | 9,46        |             |
| Siracusa      | 52.437  | 34,90 | 25.220  | 16,78 | 19.446  | 12,94 | 12.606    | 8,39      | 10.091    | 6,72      | 1.662       | 1,11        | -       | -       | 6.770       | 4,51        | 7.777       | 5,18        |             |
| Trapani       | 46.903  | 30,32 | 29.431  | 19,03 | 31.041  | 20,07 | 5.796     | 3,75      | 12.447    | 8,05      | 9.976       | 6,45        | 7.793   | 5,04    | 3.335       | 2,16        | 3.965       | 2,56        |             |
| Totale        | 513.359 | 26,67 | 315.056 | 16,37 | 250.633 | 13,02 | 136.520   | 7,09      | 134.124   | 6,97      | 115.751     | 6,01        | 114.708 | 5,96    | 108.713     | 5,65        | 100.583     | 5,23        |             |

| Provincia     | Musumeci | Musumeci | Cancelleri | Cancelleri | Micari  | Micari | Fava    | Fava | La Rosa | La Rosa |
| Provincia     | Voti     | %        | Voti       | %          | Voti    | %      | Voti    | %    | Voti    | %       |
| ------------- | -------- | -------- | ---------- | ---------- | ------- | ------ | ------- | ---- | ------- | ------- |
| Agrigento     | 67.833   | 36,99    | 69.553     | 37,93      | 34.820  | 18,99  | 10.165  | 5,54 | 1.005   | 0,55    |
| Caltanissetta | 44.374   | 41,77    | 40.854     | 38,45      | 15.402  | 14,50  | 4.923   | 4,63 | 695     | 0,65    |
| Catania       | 207.138  | 42,34    | 167.189    | 34,18      | 86.351  | 17,65  | 25.941  | 5,30 | 2.571   | 0,53    |
| Enna          | 24.345   | 33,80    | 29.567     | 41,04      | 14.035  | 19,48  | 3.596   | 4,99 | 495     | 0,69    |
| Messina       | 137.680  | 47,59    | 78.770     | 27,23      | 52.339  | 18,09  | 18.535  | 6,41 | 2.009   | 0,69    |
| Palermo       | 192.523  | 38,98    | 154.700    | 31,32      | 106.576 | 21,58  | 35.385  | 7,16 | 4.724   | 0,96    |
| Ragusa        | 42.475   | 35,53    | 47.021     | 39,33      | 16.950  | 14,18  | 11.950  | 9,99 | 1.168   | 0,98    |
| Siracusa      | 54.510   | 33,02    | 71.371     | 43,24      | 27.526  | 16,68  | 10.959  | 6,64 | 702     | 0,43    |
| Trapani       | 59.943   | 36,03    | 63.530     | 38,19      | 34.887  | 20,97  | 6.703   | 4,03 | 1.287   | 0,77    |
| Totale        | 830.821  | 39,85    | 722.555    | 34,65      | 388.886 | 18,65  | 128.157 | 6,15 | 14.656  | 0,70    |

### Eletti nei collegi provinciali
|                                                  | Palermo | Catania | Messina | Agrigento | Trapani | Siracusa | Ragusa | Caltanissetta | Enna | Totale |
| Movimento 5 Stelle                               | 4       | 4       | 2       | 2         | 2       | 2        | 1      | 1             | 1    | 19     |
| Forza Italia                                     | 3       | 2       | 2       | 1         | 1       | 1        | 1      | 1             | 0    | 12     |
| Partito Democratico                              | 2       | 2       | 1       | 1         | 1       | 1        | 1      | 1             | 1    | 11     |
| Popolari e Autonomisti - Idea Sicilia            | 2       | 1       | 0       | 1         | 0       | 1        | 0      | 0             | 0    | 5      |
| UdC - Rete Democratica - Sicilia Vera            | 1       | 1       | 1       | 1         | 1       | 0        | 0      | 0             | 0    | 5      |
| #Diventeràbellissima - Energie per la Sicilia    | 1       | 1       | 1       | 0         | 0       | 0        | 1      | 0             | 0    | 4      |
| Fd'I - Noi con Salvini - Alleanza per la Sicilia | 1       | 1       | 1       | 0         | 0       | 0        | 0      | 0             | 0    | 3      |
| PDR-SF - PSI                                     | 1       | 1       | 0       | 0         | 0       | 0        | 0      | 0             | 0    | 2      |
| Cento passi per la Sicilia                       | 1       | 0       | 0       | 0         | 0       | 0        | 0      | 0             | 0    | 1      |
| Alternativa Popolare - Centristi X Micari        | 0       | 0       | 0       | 0         | 0       | 0        | 0      | 0             | 0    | 0      |
| Arcipelago Sicilia                               | 0       | 0       | 0       | 0         | 0       | 0        | 0      | 0             | 0    | 0      |
| Siciliani Liberi                                 | 0       | 0       | 0       | 0         | 0       | 0        | 0      | 0             | 0    | 0      |
| Totale                                           | 16      | 13      | 8       | 6         | 5       | 5        | 4      | 3             | 2    | 62     |

## Deputati regionali

### Composizione storica
| Lista di elezione      | Deputato                      | Collegio |
| ---------------------- | ----------------------------- | -------- |
| Fratelli d'Italia      | Elvira Amata                  | REG      |
| Partito Democratico    | Giuseppe Concetto Arancio     | CL       |
| DiventeràBellissima    | Alessandro Aricò              | PA       |
| DiventeràBellissima    | Giorgio Assenza               | RG       |
| Partito Democratico    | Anthony Barbagallo            | CT       |
| Unione di Centro       | Giovanni Bulla                | CT       |
| Partito Democratico    | Giovanni Cafeo                | SR       |
| Forza Italia           | Tommaso Calderone             | ME       |
| Movimento 5 Stelle     | Stefania Campo                | RG       |
| Movimento 5 Stelle     | Giancarlo Cancelleri          | REG      |
| Forza Italia           | Rossana Cannata               | SR       |
| Movimento 5 Stelle     | Francesco Cappello            | CT       |
| Forza Italia           | Maria Anna Caronia            | PA       |
| Fratelli d'Italia      | Antonio Catalfamo             | ME       |
| Partito Democratico    | Michele Catanzaro             | AG       |
| Movimento 5 Stelle     | Gianina Ciancio               | CT       |
| Popolari e Autonomisti | Giuseppe Compagnone           | CT       |
| Popolari e Autonomisti | Salvatore Cordaro             | PA       |
| Partito Democratico    | Antonino Cracolici            | PA       |
| Sicilia Futura         | Nicola D'Agostino             | CT       |
| Partito Democratico    | Francesco De Domenico         | ME       |
| Movimento 5 Stelle     | Antonino De Luca              | ME       |
| Unione di Centro       | Cateno De Luca                | ME       |
| Movimento 5 Stelle     | Giovanni Di Caro              | AG       |
| Popolari e Autonomisti | Giovanni Di Mauro             | REG      |
| Movimento 5 Stelle     | Nunzio Nuccio Di Paola        | CL       |
| Partito Democratico    | Emanuele Dipasquale           | RG       |
| Forza Italia           | Marco Falcone                 | CT       |
| Cento Passi            | Claudio Fava                  | PA       |
| Unione di Centro       | Vincenzo Figuccia             | PA       |
| Movimento 5 Stelle     | Angela Foti                   | CT       |
| Forza Italia           | Riccardo Gallo                | AG       |
| DiventeràBellissima    | Giuseppe Galluzzo             | ME       |
| Fratelli d'Italia      | Gaetano Galvagno              | CT       |
| Popolari e Autonomisti | Giuseppe Gennuso              | SR       |
| Forza Italia           | Luigi Genovese                | ME       |
| Forza Italia           | Bernardette Felice Grasso     | REG      |
| Partito Democratico    | Baldassare Gucciardi          | TP       |
| Popolari e Autonomisti | Roberto Lagalla               | PA       |
| Partito Democratico    | Annunziata Luisa Lantieri     | EN       |
| Unione di Centro       | Margherita La Rocca Ruvolo    | AG       |
| Unione di Centro       | Eleonora Lo Curto             | TP       |
| Partito Democratico    | Giuseppe Lupo                 | PA       |
| Forza Italia           | Michele Mancuso               | CL       |
| Movimento 5 Stelle     | Matteo Mangiacavallo          | AG       |
| Movimento 5 Stelle     | Jose Marano                   | CT       |
| Forza Italia           | Gianfranco Micciché           | REG      |
| Forza Italia           | Giuseppe Milazzo              | PA       |
| DiventeràBellissima    | Nello Musumeci                | REG      |
| Movimento 5 Stelle     | Elena Pagana                  | EN       |
| Movimento 5 Stelle     | Valentina Palmeri             | TP       |
| Forza Italia           | Alfio Papale                  | CT       |
| Movimento 5 Stelle     | Giorgio Pasqua                | SR       |
| Forza Italia           | Stefano Pellegrino            | TP       |
| Popolari e Autonomisti | Carmelo Pullara               | AG       |
| Forza Italia           | Orazio Ragusa                 | RG       |
| Fratelli d'Italia      | Antonino Rizzotto             | PA       |
| Partito Democratico    | Luca Rosario Luigi Sammartino | CT       |
| DiventeràBellissima    | Giuseppa Savarino             | REG      |
| Forza Italia           | Riccardo Savona               | PA       |
| Movimento 5 Stelle     | Roberta Schillaci             | PA       |
| Movimento 5 Stelle     | Salvatore Siragusa            | PA       |
| Movimento 5 Stelle     | Luigi Sunseri                 | PA       |
| Sicilia Futura         | Edmondo Tamajo                | PA       |
| Movimento 5 Stelle     | Sergio Tancredi               | TP       |
| Movimento 5 Stelle     | Giampiero Trizzino            | PA       |
| Unione di Centro       | Girolamo Turano               | REG      |
| Movimento 5 Stelle     | Valentina Zafarana            | ME       |
| DiventeràBellissima    | Giuseppe Zitelli              | CT       |
| Movimento 5 Stelle     | Stefano Zito                  | SR       |

- Cateno De Luca, Claudio Fava, Giuseppe Gennuso e Antonino Rizzotto aderiscono al gruppo misto.

### Modifiche nella composizione dell'Assemblea
- In data 30.10.2018 a Cateno De Luca (gruppo misto) subentra Danilo Lo Giudice, che aderisce al gruppo misto.
- In data 06.02.2019 Giuseppe Gennuso (Popolari e Autonomisti) è sospeso dalle funzioni; in data 03.04.2019 le funzioni di deputato regionale supplente sono affidate a Daniela Ternullo, che aderisce al gruppo Popolari e Autonomisti. Gennuso torna in carica in data 29.07.2019, aderendo al gruppo Popolari e Autonomisti.
- In data 10.07.2019 a Giuseppe Milazzo (FI) subentra Salvatore Lentini, che aderisce a Forza Italia.
- In data 04.12.2019 a Giancarlo Cancelleri (M5S) subentra Concetta Damante, che aderisce al Movimento 5 Stelle.
- In data 28.01.2020 a Antonino Rizzotto (gruppo misto) subentra Mario Caputo.

### Modifiche nella composizione dei gruppi
- In data 21.12.2017 Giuseppe Zitelli (FDI) aderisce al gruppo Fratelli d'Italia; in data 27.12.2017 torna in Diventerà Bellissima.
- In data 22.12.2017 Giuseppe Gennuso (gruppo misto) aderisce al gruppo Popolari e Autonomisti.
- In data 28.03.2018 Maria Anna Caronia (FI) aderisce al gruppo misto.
- In data 02.07.2019 Luigi Genovese (FI), Annunziata Luisa Lantieri (PD) e Daniela Ternullo (Popolari e Autonomisti) costituiscono il gruppo Ora Sicilia.
- In data 10.07.2019 Rossana Cannata (FI) aderisce a Fratelli d'Italia.
- In data 01.08.2019 Giuseppe Gennuso (Popolari e Autonomisti) aderisce a Ora Sicilia.
- In data 08.10.2019 Danilo Lo Giudice (gruppo misto) aderisce all'Unione di Centro.
- In data 13.11.2019 Giovanni Cafeo (PD) e Luca Rosario Luigi Sammartino (PD) aderiscono a Sicilia Futura che, nella circostanza, assume la denominazione di Sicilia Futura - Italia Viva.
- In data 16.12.2019 Salvatore Lentini (FI) aderisce a Fratelli d'Italia.
- In data 15.01.2020 Giovanni Bulla (UDC), Maria Anna Caronia (gruppo misto), Antonio Catalfamo (FDI) e Orazio Ragusa (FI) costituiscono il gruppo Lega-Prima l’Italia.

## Galleria d'immagini

Distacco tra il primo e il secondo candidato